# علي رضا زاكاني
علي رضا زاكاني (بالفارسية: علیرضا زاکانی) (3 مارس 1965 - )؛ سياسي أصولي إيراني، انتخب نائبًا في مجلس الشورى الإسلامي الإيراني عن مدينة قم في الدورات السابعة والثامنة والتاسعة والحادية عشرة، وهو الآن رئيس بلدية طهران؛ و مؤسس جمعية متتبعي الثورة الإسلامية (بالفارسية: جمعیت رهپویان انقلاب اسلامی). في عام 2021، ترشّح لانتخابات الرئاسة الإيرانية، ونال ترشحه موافقة مجلس صيانة الدستور في 25 مايو 2021، ليكون ضمن قائمة ضمّت سبعة مرشحين يتسابقون لخلافة الرئيس الإيراني حسن روحاني، الذي سينهي ولايته الثانية في 3 يونيو 2021، ويُعد هذا الترشيح الثالث له، إذ سبق له أن ترشّح في انتخابات الرئاسة عام 2013 وانتخابات الرئاسة في عام 2017، ورُدّت أهليته في ذينك الترشيحين من قبل مجلس صيانة الدستور.
بتخصصه في الطب النووي إضافة إلى نشاطه السياسي، إذ شغل مقعدا نيابيا عن مدينة قم (تقع في وسط جمهورية إيران الإسلامية) بين العامين 2004 و2016.

## أسرة
زاكاني من عائلة متدينة و زوجته أذربيجانية في الأصل وتنحدر من تبريز وهي نائبة المعاهد الدينية في محافظة طهران. ولزاكاني ثلاث بنات ، وبحسب قوله ، لا أحد من أبنائه متزوجون سياسياً؛ والده حسين زاكاني ووالدته فاطمة قرندابي.

## التعليم الجامعي والسجلات الأكاديمية
التحق بمجال الطب في عام 1989 في جامعة طهران للعلوم الطبية وفي عام 2011 أكمل دورة متخصصة في الطب النووي في نفس الجامعة ويعمل الآن كعضو هيئة تدريس في جامعة طهران للعلوم الطبية في مركز الطب النووي «للإمام الخميني مستشفى». بالإضافة إلى ذلك ، فهو عضو في مجلس إدارة الجمعية العلمية النووية الإيرانية.

## ممثل في مجلس الشورى الإسلامي

### البرلمان السابع من طهران
الحضور في هيئة رئاسة مجلس الشورى الإسلامي ، وهيئة رئاسة لجنة التعليم والبحث التابعة للجمعية ، وكذلك المجلس المركزي لحزب المحافظين ، بالإضافة إلى قبول مسؤولية الأمانة العامة لمكافحة الفساد الاقتصادي والعضوية في المادة 10؛ عمولة الأطراف.

### البرلمان الثامن من طهران
التواجد في لجنة المادة 90 ونائب رئيس اللجنة ورئيس لجنتها الاقتصادية ولمدة 2.5 سنة كان مسؤولاً عن الهيئات الحكومية والتنفيذية في هذه اللجنة.

### المجلس الحادي عشر من قم
كان زاكاني ممثلاً لأهالي مدينة قم في الدورة الحادية عشرة لمجلس الشورى الإسلامي منذ عام 2020 ، وكان أيضًا رئيس اللجنة الخاصة للتحقيق في خطة العمل الشاملة المشتركة.